# Mkdir
mkdir в ряді операційних систем це команда для створення нової теки. Приклад використання:
```
  mkdir ім'я_теки
```

де ім'я_теки — це назва теки, яку потрібно створити. Якщо використовувати цю команду в такому синтаксисі, нова тека буде створена у поточній теці.
У DOS та Windows команда частіше використовується в скороченні md.

## Параметри використання
```
-p - Не виводити перелік помилок, при умові, що тека вже існує. При потребі створює батьківські теки;
-v - Виводити повідомлення про кожну створену теку; 
```

## Історія
В ранніх версіях Unix (4.1BSD, ранніх версіях System V) в цієх команди мав бути встановлений прапорець setuid суперкористувача, оскільки ядро операційної системи не мало системного виклику mkdir(). Натомість створювався каталог за допомогою mknod() та вручну пов'язувались каталоги «.» та «..»